# 6-クロロ-2-アミノテトラリン
6-クロロ-2-アミノテトラリンまたは6-CATは、選択的セロトニン放出薬として作用する薬剤である。ヒトにとって、エンタクトゲンになると推測されている。パラクロロアンフェタミン(PCA)のアナログである。
デヴィッド・E・ニコルズらによると、6-CATは、PCAの非神経毒性のアナログである。